# Adelasia (nome)
Adelasia  è un nome proprio di persona italiano femminile.

## Varianti
- Maschile: Adelasio[2][3]

## Origine e diffusione
Nome di origine germanica, attestato quasi solo al femminile, si basa sulla radice germanica adal ("nobile"), che si ritrova anche in altri nomi quali Adelaide e Adele. Alcune fonti lo considerano una variante del nome Adelaide.
Il nome gode di una certa notorietà grazie ad Adelasia di Torres, giudicessa di Torres e di Gallura e moglie di Enzo di Sardegna, e di Adelasia, figlia di Ottone e moglie di Aleramo, marchese del Monferrato.

## Onomastico
Il nome è adespota, ossia privo di santa patrona; l'onomastico si può festeggiare eventualmente il 1º novembre, in occasione di Ognissanti, oppure lo stesso giorno di Adelaide.

## Persone
- Adelasia di Adernò, figlia di Rodolfo di Montescaglioso e moglie di Rinaldo di Avenel
- Adelasia di Torres, giudicessa di Torres e di Gallura, moglie di Enzo di Sardegna
- Adelasia del Vasto, contessa di Sicilia e regina di Gerusalemme, terza moglie di Ruggero I di Sicilia
- Adelasia Cocco, medica italiana